# Cundiyo
Cundiyo es un lugar designado por el censo ubicado en el condado de Santa Fe en el estado estadounidense de Nuevo México. En el Censo de 2010 tenía una población de 72 habitantes y una densidad poblacional de 56,97 personas por km².

## Toponimia
El topónimo proviene de cundiyó, una corrupción española del idioma de los indios teguas de Nambé que significa colina redonda de las campanillas. Los españoles nombran con este nombre al pueblo de Santo Domingo de Cundiyó en 1743, una de las grandes concesiones de tierras de las provincias Internas de Nueva España.

## Geografía
Cundiyo se encuentra ubicado en las coordenadas 35°57′23″N 105°53′49″O / 35.95639, -105.89694. Según la Oficina del Censo de los Estados Unidos, Cundiyó tiene una superficie total de 1,26 km², de la cual 1,26 km² corresponden a tierra firme y (0 %) 0 km² es agua.

## Demografía
Según el censo de 2010, había 72 personas residiendo en Cundiyo. La densidad de población era de 56,97 hab./km². De los 72 habitantes, Cundiyó estaba compuesto por el 50 % blancos, el 0 % eran afroamericanos, el 0 % eran amerindios, el 0 % eran asiáticos, el 2,78 % eran isleños del Pacífico, el 43,06 % eran de otras razas y el 4,17 % pertenecían a dos o más razas. Del total de la población el 90,28 % eran hispanos o latinos de cualquier raza.